# ماینبرنهایم
شهر ماینبرنهایم (به آلمانی: Mainbernheim) در ایالت بایرن در کشور آلمان واقع شده‌است.